# New Jersey Generals

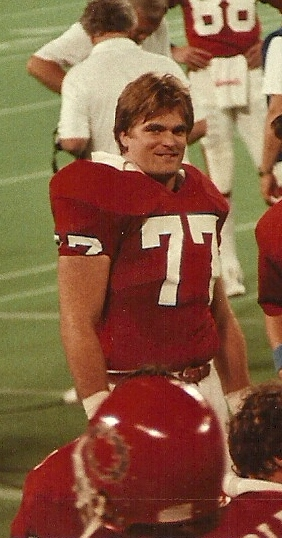
Todd Thomas con la divisa dei New Jersey Generals nel 1983

I New Jersey Generals erano una franchigia della United States Football League (USFL) fondato nel 1982 per iniziare a giocare nella primavera e nell'estate del 1983. La squadra ha giocato tre stagioni dal 1983 al 1985, vincendo 31 partite della stagione regolare e perdendone 25 mentre andava 0–2 nella competizione post-stagione. Le partite in casa venivano giocate al Giants Stadium di East Rutherford, nel New Jersey, che si chiamava The Meadowlands per le loro partite.

## Stagione per stagione
| Stagione | Vittorie | Sconfitte | Nulle | Classifica             | Play-offs        |
| -------- | -------- | --------- | ----- | ---------------------- | ---------------- |
| 1983     | 6        | 12        | 0     | USFL 3° Atlantic       | --               |
| 1984     | 14       | 4         | 0     | USFL 2° Est - Atlantic | Quarti di finale |
| 1985     | 11       | 7         | 0     | USFL 2° Est            | Quarti di finale |